# Tout-Paris

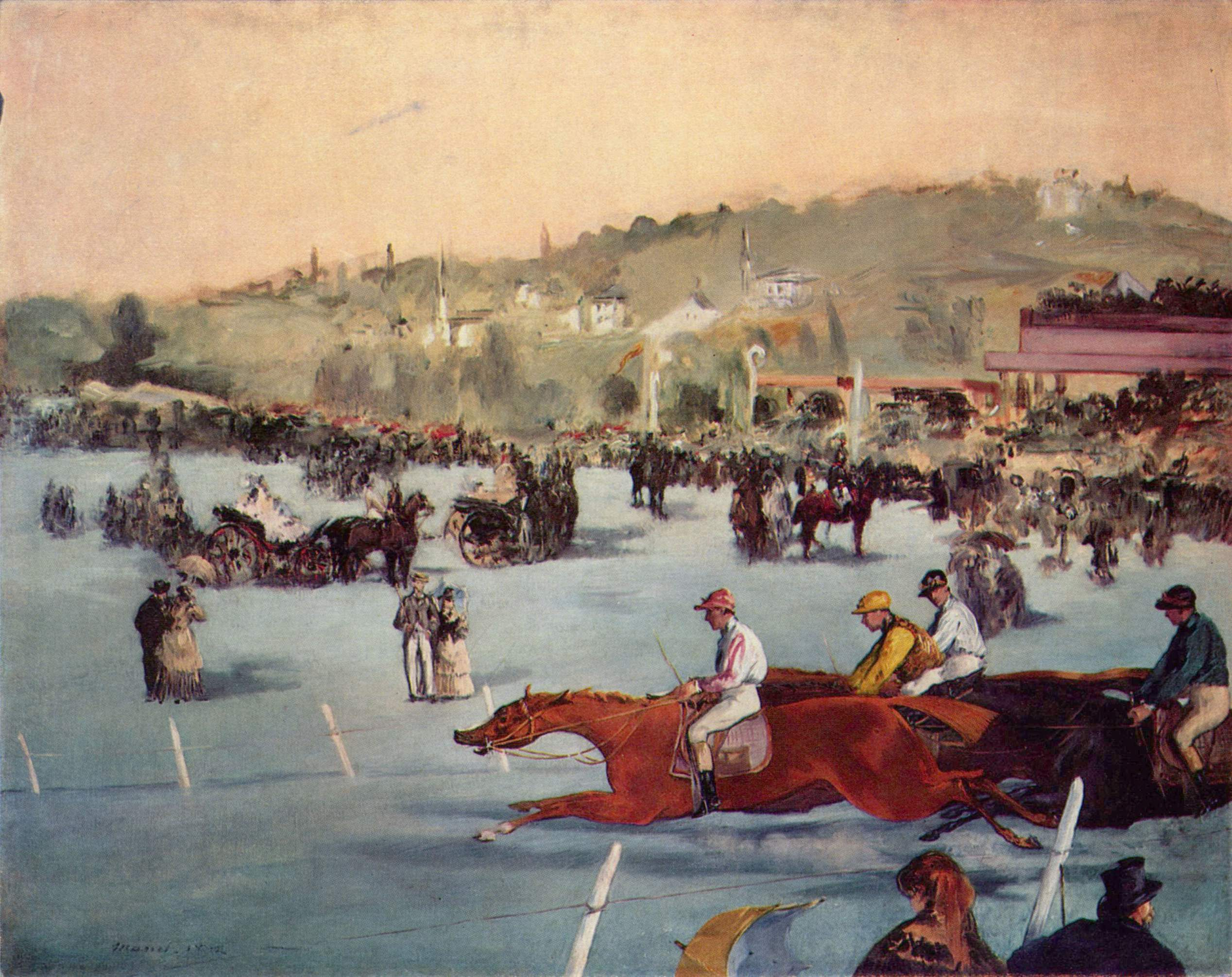
À la Belle Époque, le Tout-Paris se retrouve fréquemment aux champs de course (Édouard Manet, Courses au bois de Boulogne, 1872).

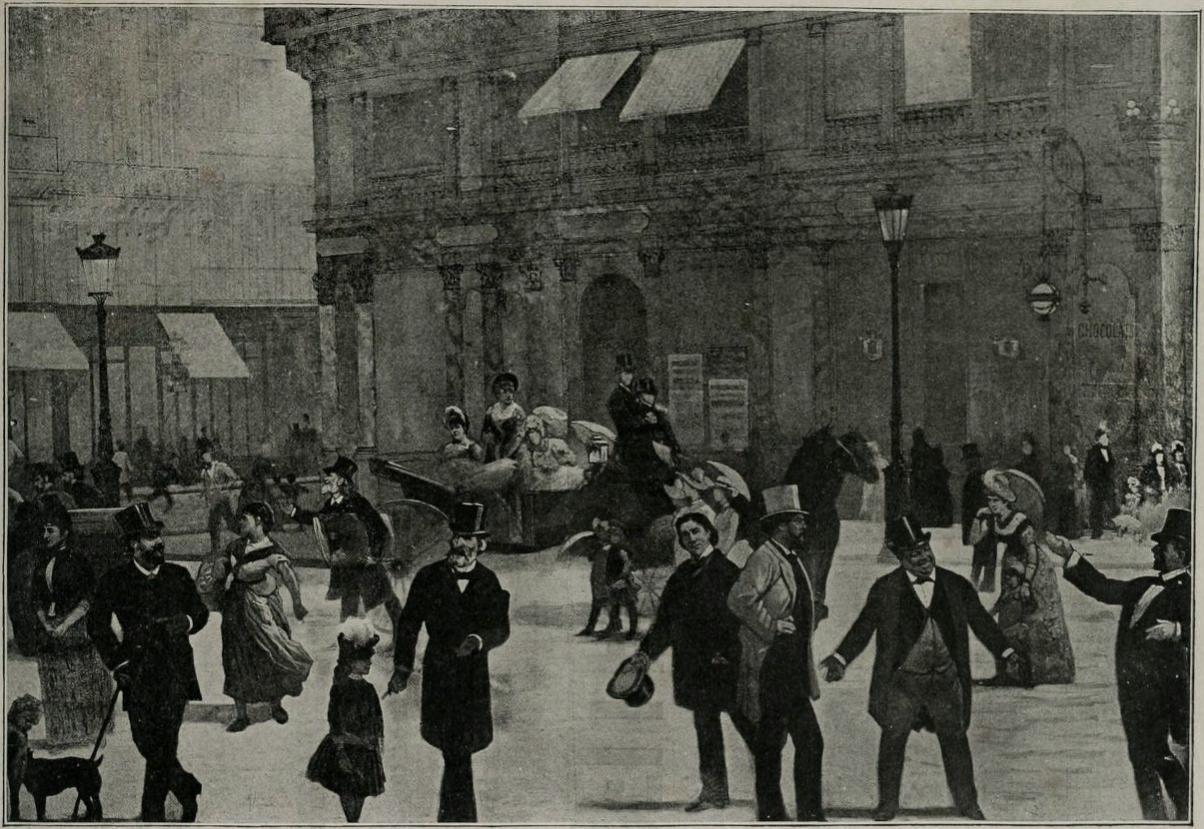
Planche du livret explicatif du panorama le Tout-Paris, peint par Charles Castellani et présenté lors de l'exposition universelle de Paris de 1889.

Le Tout-Paris désigne, à Paris (et en France), les personnalités en vue d'une époque qui ont pour habitude de se rendre dans les manifestations mondaines de la capitale française ou de fréquenter les lieux à la mode.
Rassemblement informel de personnalités plus ou moins célèbres, le Tout-Paris peut être comparé à une cour royale où la société mondaine ne serait plus le palais, mais les lieux de luxe et de divertissement.

## Histoire
L'expression « tout Paris » est couramment employée au XVIIe siècle pour désigner l'ensemble des habitants de Paris. Elle est utilisée en 1660 par Boileau dans ses Satires pour évoquer les personnalités qui comptent dans la capitale, notamment avec la célèbre phrase : « En vain contre le Cid un ministre se ligue — Tout Paris pour Chimène a les yeux de Rodrigue. » Voltaire et d'Alembert reprendront cet usage dans leur correspondance.
L'expression « tout Paris » va prendre son sens moderne deux siècles plus tard. L'historienne Anne Martin-Fugier date en effet l'apparition du « monde parisien » du début du XIXe siècle, quand les élites non aristocratiques, qui jouent désormais un rôle de premier plan dans la société, ont formé une nouvelle mondanité.
Composée alors d'écrivains, d'hommes politiques, de grands banquiers et d'artistes, cette communauté fréquente les beaux quartiers, se montre au théâtre et dans les réceptions des ambassades. Elle incarne aussi une certaine idée du bon goût parisien quand elle se déplace sur les champs de courses et dans les nouvelles stations balnéaires, où ses apparitions sont remarquées. Un article du Gaulois du 24 août 1895, intitulé « Mondanités : Paris hors Paris », annonce ainsi que Camille Saint-Saëns vient d’arriver à Dieppe et détaille la liste des personnalités parisiennes présentes dans la ville : « C’est tout Paris, comme on le verra : comte et comtesse Louis de Talleyrand-Périgord, M. Josselin de Rohan, Mme Madeleine Lemaire, M. Marcel Proust et M. Reynaldo Hahn, qui sont les hôtes de l’éminent artiste. »
Évoquant l'année 1841, Baudelaire voit surtout dans le Tout-Paris des passionnés de littérature et de poésie : « Dans ce temps-là, le tout Paris se composait de cette élite d'hommes chargés de façonner l'opinion des autres, et qui, quand un poète vient à naître, en sont toujours avertis les premiers. »
À la Belle Époque, le Tout-Paris devient une sorte de club avec ses propres références. En 1885, Armand La Fare publie un annuaire de la société parisienne intitulé Tout-Paris. Sur le modèle de High Life créé en 1879, il répertorie les noms et adresses de l'aristocratie parisienne du moment : colonie étrangère, hauts fonctionnaires, corps diplomatique, clergé, armée, etc. Dans son édition de 1895, figurent par exemple Zola, Pasteur, le préfet Poubelle. Il identifie la haute société parisienne à des lieux, comme Maxim's, le bois de Boulogne ou Deauville, il définit des tendances, consacre un artiste, un écrivain, fait et défait la réputation d'un homme politique.
À partir des années 1950, le Tout-Paris est incarné en partie par des personnalités liées aux sorties nocturnes, comme Régine, qui crée plusieurs discothèques accueillant les célébrités de l'époque, parmi lesquelles on peut citer Françoise Sagan, Jean-Claude Brialy, Jacques Chazot, Françoise Giroud ou Yves Saint Laurent.

## Le Tout-Paris aujourd'hui[Quand?]
L'expression, parfois déclinée (le « Tout-Paris littéraire », le « Tout-Paris politique », etc.), a perdu de son sens originel et désigne maintenant plus largement les personnalités artistiques, sportives, médiatiques ou politiques que suit la « presse people » dans les concerts, les galas, les avant-premières, les vernissages et les discothèques de la capitale. Du fait de la mondialisation, elle tend de plus en plus à se confondre avec la jet set.